# .as
.as (American Samoa) é o código TLD (ccTLD) na Internet para a Samoa Americana. É administrado pela AS Domain Registry.[carece de fontes?]
Não existe restrições de nacionalidade para o registro, e muitos nomes .as são registrado para serem usados por pessoas, empresas e organizações com nenhuma conexão com a Samoa Americana.[carece de fontes?] "AS" ou "A/S" é um sufixo que indica Sociedade anónima em empresas de alguns países como Noruega, Dinamarca e República Tcheca, então essa TLD tem algum uso em companhias desse tipo.[carece de fontes?]